# Iglesia de San Nicolás de Bari y San Pedro Mártir

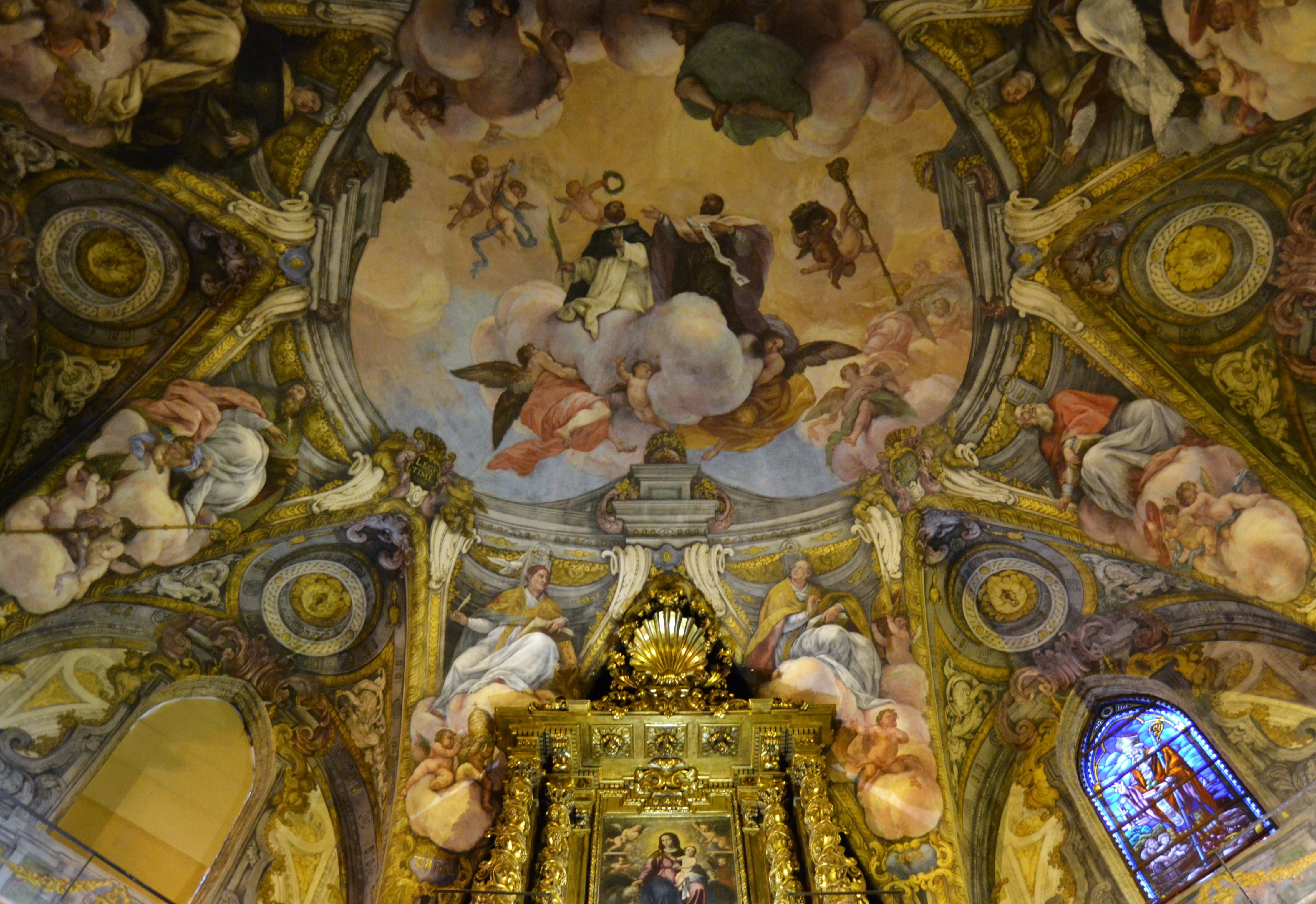
Rompimiento de gloria pintado al fresco en la zona superior del presbiterio del altar mayor, representando a San Pedro Mártir (izquierda) y a San Nicolás de Bari (derecha) rodeados por seis Doctores de la Iglesia situados en seis pechinas.

La Iglesia Parroquial-Museo de San Nicolás de Bari y de San Pedro Mártir de Valencia (España) es una iglesia parroquial situada entre la calle Caballeros n.º 35 y la plaza de San Nicolás en el centro histórico de Valencia, concretamente entre los barrios de La Seu, El Carmen y El Mercado. Es uno de los mejores ejemplos de convivencia de un edificio de estructura gótica del siglo XV con una espectacular decoración barroca del siglo XVII.
Desde 1981 es Bien de Interés Cultural y Monumento Histórico Artístico nacional, y tras su restauración en el año 2016 se la conoce popularmente como la Capilla Sixtina Valenciana. Desde octubre de 2019 es reconocida como museo por parte de la Generalidad Valenciana y desde noviembre de 2022 forma parte del Consejo Internacional de Museos (ICOM).
Dispone de su habitual horario de culto y también de un horario para visitas turísticas o culturales.

## Historia

### Orígenes
El templo se sitúa junto a la calle Caballeros, que era el antiguo decumano de la Valentia Edetanorum fundada por los romanos en el año 138 a. C., y en los alrededores de la plaza de San Nicolás se han encontrado restos funerarios pertenecientes a un antiguo templo romano.
Luego fue brevemente un templo paleocristiano visigodo hasta la llegada de los musulmanes en el siglo VIII, cuando en su lugar se erigió una mezquita orientada hacia el este, hacia La Meca, situada a 4300 km.
Con la conquista de Valencia por parte del rey Jaime I de Aragón el 9 de octubre de 1238 esta antigua mezquita fue consagrada como parroquia cristiana y donada a la Orden de Predicadores (Dominicos), quienes empezaron a gestionarla en sus primeros años y la dedicaron a San Nicolás de Bari, ya que unos años atrás el fundador de su orden (Santo Domingo de Guzmán) vivió los últimos años de su vida y celebró los primeros Capítulos Generales de la orden en la iglesia de San Nicolò delle Vigne, después convertida en la basílica dedicada al fundador dominico en Bolonia.
Años después la misma orden puso un altar al protomártir de los dominicos, San Pedro Mártir o San Pedro de Verona. En ese altar, según escribe Jaume Roig en el "Libro de Fábrica" de la iglesia, tuvo lugar un milagro que hizo elevar a este mártir a la cotitularidad de la parroquia junto a San Nicolás, por lo que ambos santos son cotitulares del templo.

### Arquitectura gótica

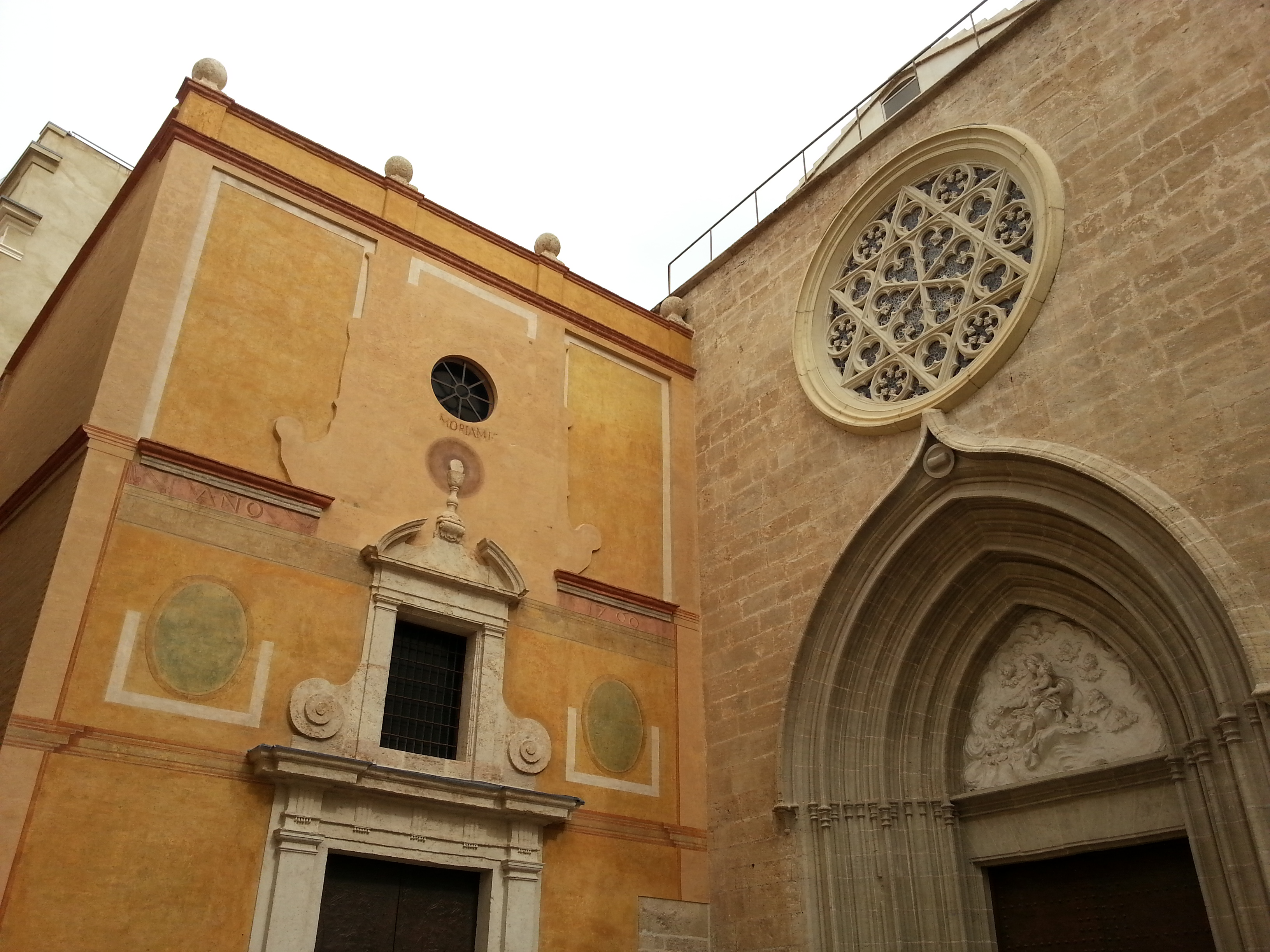
Portada de la Capilla de la Comunión y portada gótica del con el rosetón encima.

Fue en el siglo XV, el Siglo de Oro valenciano, cuando el templo fue reconstruido y ampliado adquiriendo su actual fisionomía del gótico valenciano con una sola nave, ábside poligonal y seis crujías, en las que hay otras tantas bóvedas de crucería simple y seis capillas a cada lado situadas entre los contrafuertes de los arcos ojivales de la nave.
Esta ampliación fue bajo el rectorado de Alfonso de Borja, que fue rector de la parroquia a partir de 1419 y posteriormente Obispo de Valencia, Cardenal y finalmente fue nombrado Papa Calixto III. El administrador de la parroquia durante este periodo fue Jaume Roig, autor del libro de fábrica de las obras de ampliación del templo y que además está enterrado a los pies del mismo.
Otro elemento gótico que se conserva es la portada exterior a los pies del templo, construida en la segunda mitad del siglo XV, con arquivoltas en arcos ojivales, con un relieve barroco añadido posteriormente en el tímpano, y con un "plato de carne" esculpido en la clave aludiendo bien a un milagro de San Nicolás de Bari o bien a otro milagro de San Pedro Mártir. Sobre esta portada se encuentra un gran rosetón neogótico inspirado en la Estrella de David, que fue una ampliación del rosetón gótico original que había en el mismo lugar pero de menores dimensiones.
A la derecha de esta portada se encuentra la única capilla exterior del templo, cerrada con una verja y llamada del Cristo del Fossar, ya que en este lugar (a los pies del templo) se encontraba el antiguo cementerio parroquial antes de su ampliación gótica del siglo XV. Esta capilla tiene una pequeña bóveda nervada que pudo haber sido obra del arquitecto Pere Compte.

### Decoración barroca

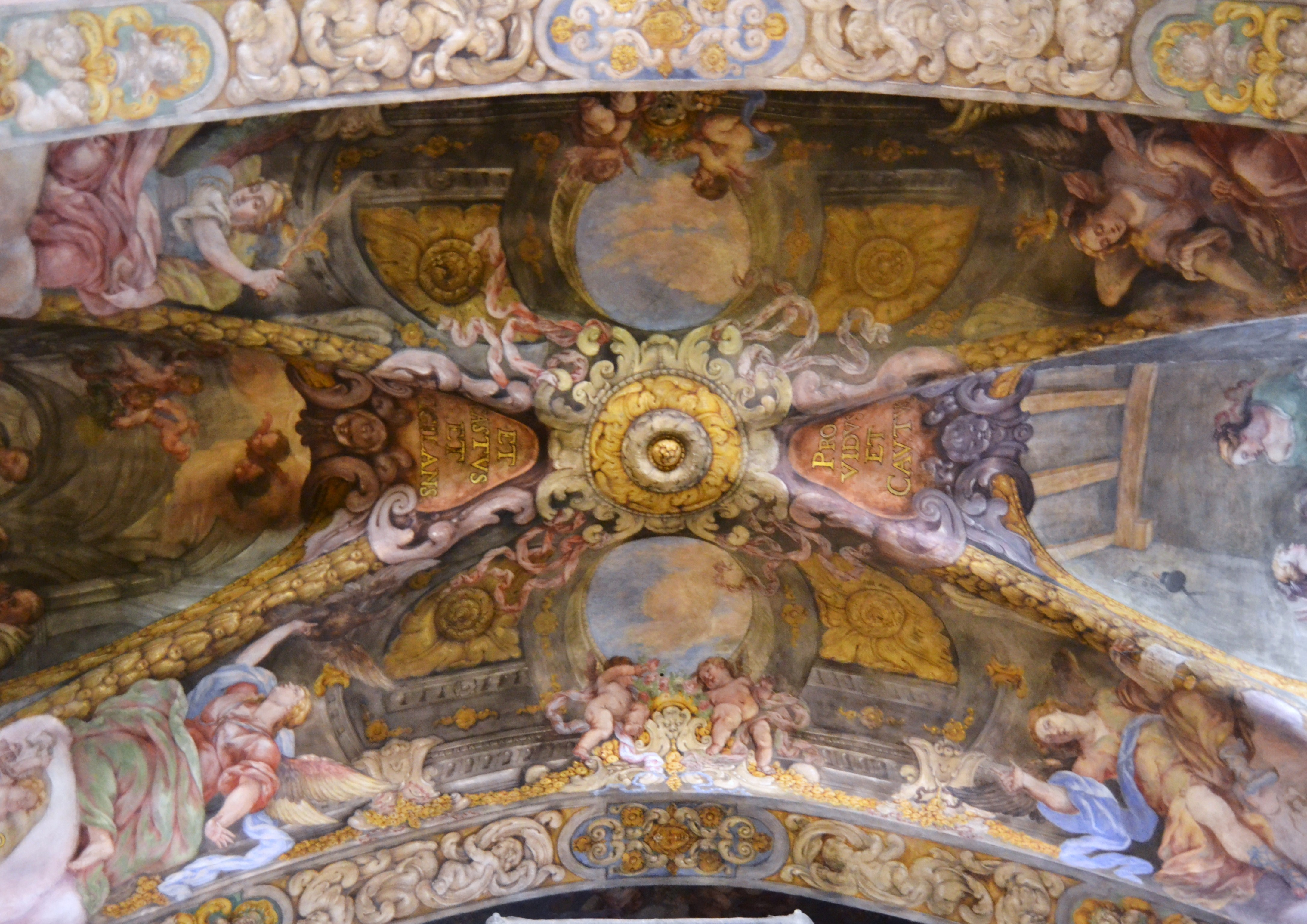
Los nervios curzándose en las bóvedas góticas de crucería, cubiertas de la decoración barroca como los trampantojos de unos óculos mirando hacia el cielo.

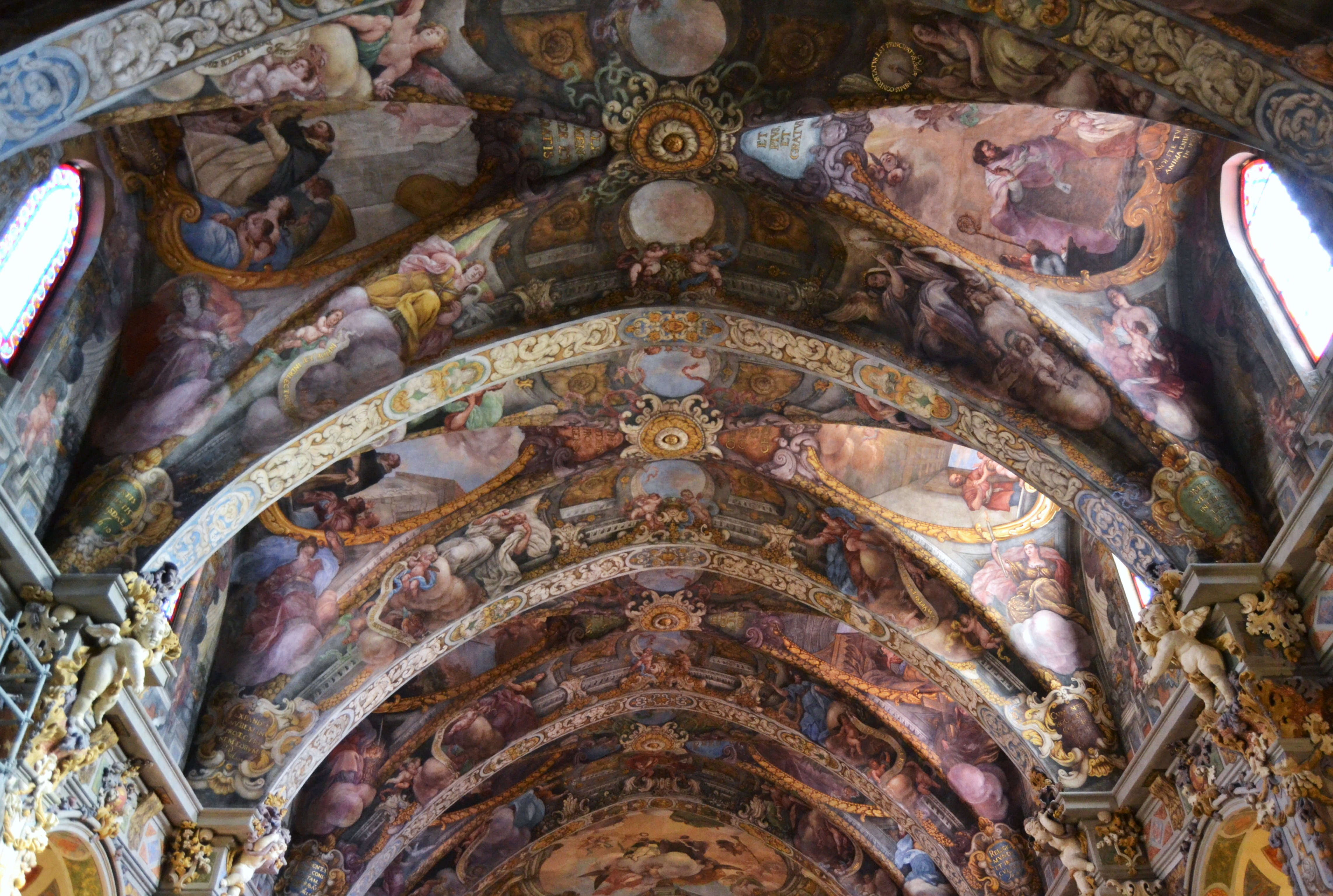
La nave gótica cubierta de las pinturas barrocas al fresco, diseñadas por Palomino y ejecutadas por Dionís Vidal.

El gusto por la decoración barroca se abre paso en el interior de los templos cristianos dentro del ambiente de la Contrarreforma y la idea de modernizar lo gótico. Por este motivo a finales del siglo XVII, entre 1690 y 1693, el arquitecto barroco Juan Bautista Pérez Castiel cubrió el interior con esgrafiados, estucos y relieves que eran más bien esculturas, como los putti de escayola esculpidos sobre cada pilastra. También fueron obra suya los arcos de medio punto sobre las capillas que ocultan los originales arcos apuntados góticos.
Para la renovación pictórica, el canónigo Vicente Victoria y el Arzobispo Rocabertí invitaron a Valencia al maestro Antonio Palomino, pintor de cámara del rey Carlos II. Palomino trabajó en Valencia realizando los frescos de la cúpula de la Basílica de la Virgen de los Desamparados y los de la Iglesia de los Santos Juanes, y finalmente diseñó el elaborado y complejo programa iconográfico de la Iglesia de San Nicolás. La pintura al fresco la ejecutó su discípulo valenciano Dionís Vidal entre 1697 y 1700. Ambos pintores, Palomino y Vidal, se encuentran retratados en el muro hastial, justo a la derecha del gran rosetón.
La complejidad de estas pinturas barrocas al fresco se basa en que debieron adaptarse a las bóvedas góticas de crucería que había en la nave, y entre sus nervios se abrían los seis lunetos sobre cada una de las ventanas.
Cada luneto fue aprovechado para representar un suceso de la vida de uno de los dos santos titulares de la parroquia: en los lunetos del lado del evangelio se representan momentos de la vida de San Pedro Mártir y en los lunetos del lado de la epístola se representan momentos de la vida de San Nicolás de Bari. Cada escena es escoltada por dos miembros de las nueve categorías del Coro angélico, dos Santos, dos Mártires o dos Vírgenes, y se representan también figuras alegóricas de virtudes morales cristianas atribuidas a los santos y relacionadas con la escena principal del luneto.
Es en esta reforma barroca cuando las ventanas dejan de ser góticas y pasan a ser todas rectangulares con alabastro, de las cuales en la actualidad solo se conservan las dos más próximas a los pies del templo.

### Reforma neogótica

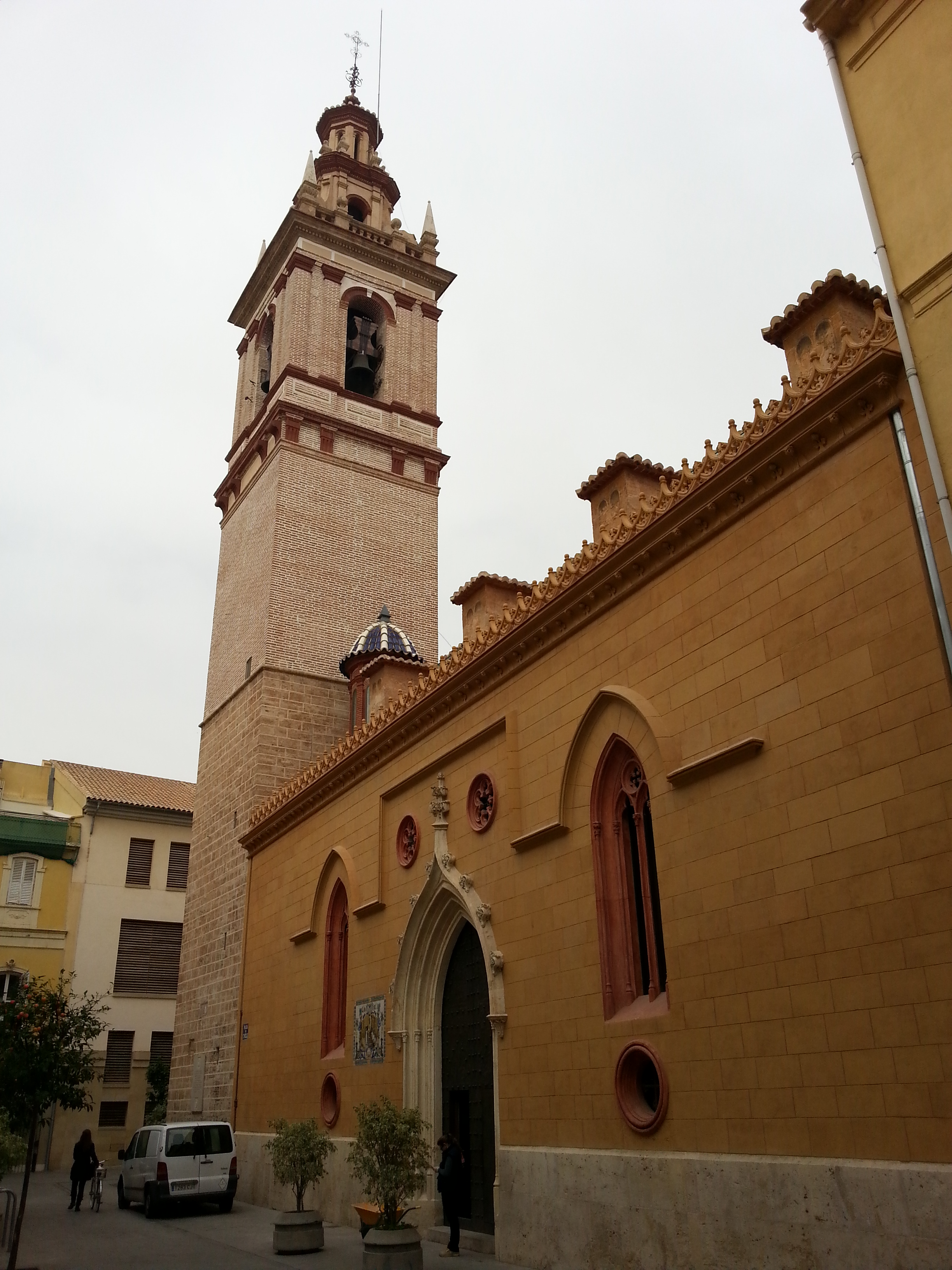
Torre campanario y fachada neogótica de la iglesia vistas desde la Plaza de San Nicolás

La reforma neogótica fue llevada a cabo por Timoteo Calvo en 1861. La fachada sur, que recae a la peatonal plaza de San Nicolás, es toda de estilo neogótico debido a una remodelación urbanística de la plaza de San Nicolás promovida por el ayuntamiento en el siglo XIX. A la izquierda de su portada se encuentra un panel cerámico de 1957 en recuerdo de la premonición que el dominico valenciano San Vicente Ferrer le hizo a un joven Alfonso de Borja, vaticinando que algún día el joven sería nombrado Papa, tal como sucedió años después.
Algunas capillas fueron también redecoradas, mientras que las ventanas del templo fueron sustituidas por vidrieras neogóticas con arcos apuntados, para lo cual mutilaron parte del muro que había sobre cada una de las ventanas barrocas rectangulares. Las únicas ventanas que permanecieron rectangulares fueron las dos más próximas al muro hastial a los pies del templo. Precisamente sobre este muro se amplió el discreto rosetón gótico que había, mutilando nuevamente así parte del muro y por tanto parte de las pinturas de Vidal, resultando el actual rosetón neogótico inspirado en la Estrella de David.
También en este periodo se ocultó una pintura vital para la completa comprensión del programa pictórico de Palomino, la representación de la Alegoría de la Iglesia triunfando sobre las Herejías situada sobre la puerta del muro hastial. Fue ocultada detrás de la cancela de madera que protege la puerta a los pies del templo debido al rechazo que le producía a mucha gente contemplar una figura femenina portando una tiara papal, por lo que era confundida con una papisa y, por tanto, motivo de polémica. Esta pintura fue recuperada durante la última restauración de 2016.

## Obras de arte
Tanto en las capillas del templo como en el aula capitular se encuentran obras de artistas del nivel de los pintores Rodrigo de Osona, Vicente Macip, Juan de Juanes, Jacinto de Espinosa, Fernando Yáñez de la Almedina y las más recientes de los hermanos Carlos y José Manuel Pozo, así como imágenes de escultores como Ignacio Vergara, Francisco Salzillo, Francisco Teruel, Salvador Tarazona, Enrique Tamarit, Andrés Lajarín, Carmelo Vicent, Vicente López y Ramón Llorca.

## Restauración
El 4 de febrero de 2016 fue inaugurada la última restauración del templo, financiada gracias al mecenazgo de la Fundación Hortensia Herrero, que el 19 de diciembre de 2013 firmó el acuerdo para acometer dicha intervención que tuvo una duración de dos años de trabajo, entre enero de 2014 y enero de 2016.
Las obras tuvieron un coste de 4,7 millones de euros y las llevaron a cabo el equipo de arquitectura de Carlos Campos y el Instituto de Restauración del Patrimonio de la Universidad Politécnica de Valencia con Pilar Roig a la cabeza. Fue el restaurador italiano Gianluigi Colalucci, responsable de la restauración de la Capilla Sixtina original, quien dijo a Pilar Roig que esta iglesia era como tener una "Capilla Sixtina valenciana".
En febrero de 2018 se inauguró la restauración de la Capilla de la Comunión de la parroquia, también gracias a la Fundación Hortensia Herrero, que financió la obra con 1 millón de euros, y en julio de 2020 se hizo oficial la financiación para restaurar la sacristía barroca del siglo XVIII y el trasaltar de 1664, de nuevo por una cifra aproximada de 1 millón de euros.

## Los lunes de San Nicolás
Los lunes son un día especial en las iglesias dedicadas a San Nicolás de Bari. Durante toda la mañana (de 7:30 h a 13:30 h) y toda la tarde (de 16:30 h a 20:00 h) el templo está abierto exclusivamente al culto para que los fieles acudan a pedir sus deseos, especialmente en cuestiones de problemas relacionados con la infancia, la familia, la salud o las dificultades económicas graves.
Dice la tradición que para que San Nicolás te conceda un deseo debes cumplir con el ritual de acudir durante tres lunes consecutivos a pedir la intercesión del santo. Además esta visita debe realizarse a pie, por eso recibe también el nombre de "Caminatas a San Nicolás". Por último debe guardarse un respetuoso silencio durante todo el trayecto y, una vez en el templo, seguir en silencio y rezar su oración ante el busto que contiene una reliquia de San Nicolás.

### San Judas Tadeo
En esta parroquia ha adquirido gran relevancia la capilla de San Judas Tadeo, patrón de las causas perdidas o imposibles, y por ello la gente que acude los lunes al templo también pasa por la capilla dedicada a San Judas Tadeo, donde guardan una ordenada fila hasta llegar frente a la capilla y pedir la intercesión del santo en las causas particularmente difíciles. Los fieles acostumbran a acudir los lunes a rezar su oración ante su capilla, igual que la tradición a San Nicolás, o también llevan a cabo novenas. Esta devoción popular a San Judas Tadeo fue en aumento durante el siglo XX hasta superar notablemente en visitantes al busto de San Nicolás.

## Visitas
Su ubicación privilegiada y su popularidad la han convertido en un elemento turístico indispensable para cualquier visitante a la ciudad.
A las visitas se accede únicamente por la puerta situada en la calle Caballeros, n.º 35, que da a un curioso pasillo estrecho entre edificios por el que se accede primero a una pequeña recepción y a continuación al interior del templo. La parroquia dispone de su horario habitual dedicado al culto y la oración, y también de otro horario dedicado a las visitas culturales y turísticas.

### Culto
Durante los horarios de culto no está permitido hacer visitas turísticas y culturales al templo.
Las misas se celebran los lunes a lo largo de todo el día (a las 8:00 h, 9:00 h, 10:00 h, 11:00 h, 12:00 h, 13:00 h, 17:00 h, 18:00 h y 19:00 h), de martes a viernes a las 10:00 h (excepto en agosto), los sábados a las 19:30 h (en julio, agosto y septiembre a las 20:00 h) y los domingos a las 10:00 h y a las 12:00 h (en agosto solo a las 10:00 h).
Los horarios pueden sufrir modificaciones en algunos días puntuales, tanto por festividades religiosas como por diferentes eventos y según la época del año, por lo que se recomienda consultar previamente la agenda de su página web.

### Turísticas
Las visitas culturales o turísticas no están permitidas ni los lunes ni durante el horario de culto el resto de la semana.
Pueden hacerse estas visitas de martes a viernes de 10:30 h a 19:00 h (en julio, agosto y septiembre hasta las 20:30 h), los sábados de 10:00 h a 19:00 h (en julio, agosto y septiembre hasta las 19:30 h) y los domingos de 13:00 h a 20:00 h (en julio, agosto y septiembre hasta las 20:30 h y en agosto de 11:00 h a 20:30 h). Los horarios pueden sufrir modificaciones por celebraciones litúrgicas puntuales, sobre todo los domingos y en festividades religiosas, por lo que se recomienda consultar previamente la agenda de su página web. Se recomienda más de 30 minutos para ver el templo.
La entrada incluye siempre poder escuchar una audioguía (tanto en formato físico como en el propio teléfono del visitante escaneando un código QR) en castellano, valenciano, inglés, italiano o francés que acompaña al visitante por la iglesia comentando los detalles de los frescos, las capillas y la historia del templo. Existe la posibilidad de unirse (siempre previa reserva) a una visita guiada de martes a sábado a las 12:00 h y a las 17:00 h y los domingos a las 13:00 h y a las 17:00 h, así como adquirir también una entrada conjunta para visitar el Museo de la Seda y la iglesia de los Santos Juanes con audioguía en cada uno de los dos espacios.

## Cómo llegar
Al encontrarse en pleno centro histórico el acceso al templo se hace siempre por la vía semi peatonal que es la Calle Caballeros n.º 35, pero los taxis pueden llegar sin problema a la misma puerta de entrada accediendo al centro de la ciudad desde la calle del Salvador o por la calle de Calatrava. 
En transporte público las estaciones de Metrovalencia más próximas son las de Àngel Guimerà, Túria, Xàtiva, Colón y Pont de Fusta, a unos 900-1100 m cada una, unos 14-18 minutos andando.
Respecto a las líneas de autobuses de EMT Valencia las líneas más cercanas son todas las que tienen paradas en el centro histórico o en sus proximidades, siendo algunas de las más cercanas las líneas C1, C2, 4, 6, 7, 8, 11, 16, 26, 27, 28, 31, 32, 60, 62, 73, 94 y 95.